# Грб општине Деспотовац
Грб општине Деспотовац користи се у три нивоа као основни, средњи и велики грб.
- Блазон основног грба гласи: штит раздељен кренелисаним самкнутим шевроном, горе у злату укрштено црвено гушчије перо по левој косини, заоштреним врхом за писање наниже, са истим таквим мачем по десној косини, врхом навише, а доле у црном два сребрена укрштена рударска маља. У врху штита у сребру црвени стуб у коме је сребрени крст између два црвена крина.
- Блазон средњег грба гласи: штит раздељен кренелисаним смакнутим шевроном, горе у злату укрштено црвено гушчије перо по левој косини, заоштеним врхом за писање наниже, са истим таквим мачем по десној косини врхом навише, а доле у црном два сребрена укрштена рударска маља. У врху штита у сребру црвени стуб у коме је сребрени крст између два сребрена крина. Штит је крунисан златном бедемском круном са три видљива мерлона и обухваћен двема плодним гранама храста у злату у стопи, односно двема природним гранама букве уз бокове штита.
- Блазон великог грба гласи: штит раздељен кренелисаним смакнутим шевроном, горе у злату укрштено црвено гушчије перо по левој косини, заоштеним врхом за писање наниже, са истим таквим мачем по десној косини врхом навише, а доле у црном два сребрена укрштена рударска маља. У врху штита у сребру црвени стуб у коме је сребрени крст између два сребрена крина. Штит је крунисан златном бедемском круном са три видљива мерлона. чувари штита су десно крунисани деспот Стефан Високи у владалачкој одећи, лево св. Прокопије оба у природним бојама. Поред чувара су пободена у тло природна копља окована златом са којих се у пољу вију златним ресама оперважени стег Србије (десно) односно титулара (лево). постамент је травом обрастао брдовити природни пејсаж са плавим и белим таласима реке у подножју, а испод свега је бела трака исписана именом титулара и годинама 1407/18 и 1882.[1]